# Seorsus
Seorsus là một chi thực vật có hoa trong họ Myrtaceae. Sự xuất hiện của bốn loài này ở Úc và Borneo cách nhau khá xa và được cho là dấu hiệu cho thấy chi này xuất hiện trước thời kỳ siêu lục địa Gondwana tan rã.

## Các loài
- Seorsus aequatorius Rye & Trudgen - endemic to West Kalimantan in Borneo.
- Seorsus clavifolius (C.A.Gardner) Rye & Trudgen (syn. Astartea clavifolia) - endemic to the south-west of Western Australia
- Seorsus intratropicus (F.Muell.) Rye & Trudgen (syn. Baeckea intratropica) - endemic to the Northern Territory.
- Seorsus taxifolius (Merr.) Rye & Trudgen (syn. Baeckea taxifolius, Babingtonia taxifolia) - endemic to Sarawak in Borneo.